# Йосипишин Петро Тимофійович
Петро́ Тимофійович Йосипи́шин (16 вересня 1901, Гранів, нині село Гайсинського району Вінницької області — січень 1994, Париж, Франція) — український громадський діяч. Директор бібліотеки імені Симона Петлюри в Парижі (1958—1988).

## Життєпис
Народився у місті Гранів Гайсинського повіту Подільської губернії 23 грудня 1901 р. за старим стилем. Батьки (Тимофій і Мотря з роду Лазюків) мали ще трьох синів (Івана, Ніла, Ксенофонта) та єдину доньку — наймолодшу Олександру. Петро скінчив чотирьохкласну вищу початкову школу м. Гранові, а потім вступив до Гайсинській гімназії.
Влітку 1918 р. приєднався до повстанського відділу отамана А. Волинця, який оперував у Гайсинському повіті, але у зимовий час встигав продовжувати своє навчання в гімназії. У 1919 — вояк Гайсинсько-Брацлавської повстанської бригади, в якій виконував обов'язки начальника зв'язку при її штабі. Під час відступу Військ УНР у 1920 р. колишні підрозділи Гайсинсько-Брацлавської бригади увійшли до складу Армії УНР, а П. Йосипишин отримав призначення до 2-ої бригади 1-ої Запорізької стрілецької дивізії (команда зв'язку), в якій деякий час виконував обов'язки її начальника.
Після переходу Армією УНР р. Збруч у районі Підволочиська (21 листопада 1920 р.), його було призначено до складу ліквідаційної комісії 2-ої бригади 1-ої Запорізької дивізії, уповноваженої до передачі військового майна польській владі. Після завершення всіх ліквідаційних справ П. Йосипишин опинився в таборі Пикуличі (поблизу Перемишля), де була інтернована 1-ша Запорізька дивізія.
Після переведення Спільної юнацької школи Армії УНР з Ланцуту до Вадовиць (травень 1921 р.) молодший портупей-юнак П. Йосипишин був зарахований до її пішого куреня (2-га сотня), пройшовши в ньому повний курс навчання. Після ліквідації табору у Вадовицях Школа була переведена до Калішу, де й відбувся 15 серпня 1923 р. третій випуск її вихованців. П. Йосипишин успішно склав випускні іспити та був іменований першою старшинською рангою хорунжого (за першим розрядом). Він залишився прирядженим до Школи і після її закінчення, тимчасово виконуючи обов'язки старшого групи юнаків СЮШ під час їх відрядження до м. Познань. Ця група юнаків працювала в 58-му пішому полку польської армії, зокрема здійснювала інвентаризацію санітарного майна, що було залишене на колишніх німецьких військових складах. Після короткочасного перебування в Каліші П. Йосипишин з групою старшин виїхав на роботи до Волині, (спочатку до цукроварні в Бабіно, а потім — на лісові роботи до Оликів). 
У кінці травня 1926 разом з групою вояків Армії УНР виїхав до Франції. 5 грудня того ж року переїхав до Сален-де-Жіро (департамент Буш-дю-Рон, що поблизу м. Марсель (Marseille). Працював електриком та провадив активну громадську діяльність. Він організував місцеву Українську громаду та обирається її секретарем. 
Зусиллями П. Йосипишина у 1927 р. тут засновується також філія Товариства бувших вояків Армії УНР у Франції, яку він й очолює. Того ж року він розпочинає заочні студії в Політехнічній школі в Парижі (курс помічника інженера-електрика). 
У 1929 р. він переїжджає до столиці й продовжує навчання за обраним фахом. У 1933 р. П. Йосипишин закінчує курс інженера-електрика в Національній консерваторії мистецтва й ремесел (Conservatoire national des Arts et Мétiers, CNAM) у Парижі (тут він проходить також й курс радіотехніки). У 1933–1934 рр. заочно студіює у Високій школі політичних наук при Українській господарській академії в Чехословаччині. 
У Парижі П. Йосипишин стає активним членом Української паризької громади, впродовж кількох каденцій очолює її управу. В якості делегата від цієї громади бере участь у кількох з'їздах Союзу українських емігрантських організацій у Франції (1930–1937 рр.), на яких його обирають до складу Генеральної контрольної комісії Союзу. На XI з'їзді Союзу, який відбувся 25–26 травня 1935 р., П. Йосипишин був обраний Генеральним секретарем Союзу. На відзначення його заслуг він у 1936 р. був нагороджений відзнакою «Хрест Симона Петлюри».
У 1939 р. П. Йосипишин засновує кооперативне товариство, яке утримувало ресторан «Україна» на вулиці Жіт-ле-Кер (фр. Gît-le-Cœur) Париж 6 в Латинському кварталі поблизу вулиці Расін). Але через тяжкі економічні обставини у зв'язку з пізнішою німецькою окупацією Франції ресторан був змушений закритися, а Товариство самоліквідуватися. 
30 грудня 1939 р. він одружується з Марією Вакулою.
Після окупації гітлерівською Німеччиною частини Франції (1940  р.) переїхав на південь до «Вільної зони» та проживав у родини Клеминюків. Згодом повертається з дружиною до Парижа, де народжується їх донька Ярослава (1943 р.). Після завершення війни продовжує працювати у фірмі «Радіо Енержі» аж до свого виходу на пенсію в 1965 р. 
З серпня 1958 р. П. Йосипишин — директор Української Бібліотеки імені Симона Петлюри в Парижі, якій він віддав 30 років свого життя (залишаючись на цій посаді до жовтня 1988 р.). Добився компенсації від уряду ФРН на відшкодування пограбованої під час окупації бібліотечної колекції. 
Помер 11 січня 1994 р. у власній оселі в Жантійі (Gentilly, передмістя Парижа), де й був похований.

## Оцінка діяльності
Завдяки активній діяльності П. Йосипишина із залучення до співпраці представників української діаспори з різних країн світу Бібліотека отримала значну кількість книжок, журналів, архівних документів та музейних пам'яток. Крім того, П. Йосипишин ініціював збирання в Бібліотеці матеріалів доби Визвольних змагань та громадсько-політичної діяльності української еміграції.

## Нагороди
Активна громадсько-політична діяльність у Франції П. Йосипишина була відзначена кількома комбатантськими нагородами, у т.ч.: пам'ятною відзнакою «Воєнний хрест (1917–1957)» (грамота № 1149 від 25.02.1969 р.), військовою відзнакою «Хрест Відродження» в пам'ять 60-ліття Армії УНР (наказ № 67 від 25.09.1978, нагорода № 494, порядковий номер в реєстрі — 480). Крім того, П. Йосипишину також був вручений Хрест європейського комбатанта. 